# Гиневичев Груд (Мозырский район)
Гиневичев Груд (бел. Гіневічаў Груд) — деревня в Осовецком сельсовете Мозырского района Гомельской области Республики Беларусь.
Со всех сторон окружена лесом.
В деревне Гиневичев Груд находится «Дом Охотника» — агроусадьба Мозырского опытного лесхоза.

## География

### Расположение
В 39 км на запад от Мозыря, 169 км от Гомеля.

## Транспортная сеть
Транспортные связи по просёлочной, затем автомобильной дороге Мозырь — Петриков. Планировка состоит из прямолинейной улицы, ориентированной с юго-востока на северо-запад. Застройка деревянная, усадебного типа.
На время дачного сезона — автобус «Мозырь — Осовецкая Буда» вечером по пятницам и воскресениям.

## История
По письменным источникам известна со 2-й половины XIX века как село в Слобода-Скрыгаловской волости Мозырского уезда Минской губернии. Поселение основано помещиками Кеневичами в конце первой половин XIX века как Кеневичев Груд, которое затем местные жители переименовали в Гиневичев Груд. В 1913 году — посёлок.
В 1932 году жители вступили в колхоз. Во время Великой Отечественной войны в июне 1943 года оккупанты полностью сожгли деревню и убили 1 жителя. 18 жителей погибли на фронте. Согласно переписи 1959 года в составе совхоза «Осовец» (центр — деревня Осовец). Располагалось подсобное хозяйство «Мозырьпромстроя».

## Население

### Численность
- 2015 год — 5 хозяйств, 2 жителя.
- 2004 год — 3 хозяйства, 4 жителя.

### Динамика
- 1908 год — 31 двор, 192 жителя.
- 1917 год — 254 жителя.
- 1925 год — 62 двора.
- 1959 год — 159 жителей (согласно переписи).
- 2004 год — 3 хозяйства, 4 жителя.